# Carl Mauritz Aminoff
Carl Mauritz Aminoff, född den 19 juni 1728 i Flisby socken, Jönköpings län, död den 17 december 1798 i Stockholm, var en svensk militär (generallöjtnant), riksdagsman och riddarhusdirektör. Han var sekundchef vid livgardet mellan 1776 och 1788 under Gustav III.

## Biografi
Aminoffs far var från 1723 stationerad i Stralsund i Svenska Pommern som major vid Garnisonsregementet under befäl av Carl Posse och från 1729 Carl August Dohna. Han avled 1739 i Stralsund när Carl Mauritz Aminoff var 11 år gammal.
Aminoff tog värvning i armén i tidiga tonåren. År 1742 inträdde han som volontär vid samma regemente som hans far tidigare tillhört, Garnisonsregementet i Stralsund, under befäl av Klas Filip von Schwerin. År 1743 blev han page hos Adolf Fredrik i samband med att denne till följd av freden i Åbo utsågs av riksdagen till svensk tronföljare. 
Den 11 maj 1746 blev han volontär vid livgardet under kronprinsens befäl. År 1748 avancerade han till sergeant. Den 19 september 1750 blev han sekundadjutant. År 1757 blev han premiäradjutant och löjtnant och 1763 stabskapten. Den 23 november 1766 mottog han Svärdsorden i riddarklass och 1778 i klassen kommendör med stora korset.
Aminoff var frimurare och medlem i logen Adolf Fredrik tillsammans med bland andra Adolf Fredrik och Olof von Dalin. 
Han utsågs till direktör i arméns pensionskassa 1770 och arméns änke- och pupillkassa 1771. 
Under Gustav III:s statskupp 1772 ledde Aminoff styrkan som säkrade Stockholms slott och grep riksrådet. Han befordrades den 13 september 1772 till överstelöjtnant för sin insats i kuppen. År 1774 blev han major i Livgardet.  År 1776 utsåg Gustav III honom till sin ställföreträdare, sekundchef, vid livgardet.

## Familj
Carl Mauritz Aminoff var son till major Esaias Aminoff (1686–1739) och Eva Charlotta Schmedeman (1707–1765) samt brorson till Hindrich Johan Aminoff. Carl Mauritz Aminoff gifte sig med friherrinnan Anna Ebba Wrangel af Lindeberg 11 oktober 1753 på Knutstorp säteri. Hon var dotter till ryttmästaren friherre Axel Per Wrangel af Lindeberg och Charlotta Beata Sparre samt dotterdotter till Carl Axelsson Sparre). Makarna fick fyra barn tillsammans. Sonen Axel Henrik Aminoff var far till Ivan Feodor Aminoff.